# Економічний факультет КНУ ім. Тараса Шевченка
Економічний факультет КНУ ім. Тараса Шевченка - один з провідних в Україні осередків з підготовки економістів та менеджерів вищої кваліфікації, розробки та реалізації стратегічних напрямів розвитку вищої економічної освіти в Україні, в тому числі в системі класичних університетів. Факультет постійно тримає лідерські позиції у всіх міжнародних рейтингах закладів вищої освіти України, у рейтингах роботодавців України за економічними спеціальностями, перший за галузевим рейтингом журналу Forbes.

## Історія
Економічний факультет Київського національного університету імені Тараса Шевченка (КНУ) є одним із найстаріших і найвідоміших економічних факультетів у Східній Європі. Він був заснований у 1834 році як кафедра політичної економії і статистики. У 1893 році кафедра була реорганізована в економічний факультет, який став одним із перших економічних факультетів у Російській імперії.
У роки радянської влади факультет був перейменований у факультет народного господарства і став одним із провідних економічних факультетів у СРСР. На факультеті навчалися такі відомі українські економісти, як Іван Вернадський, Микола Хрущов, Михайло Слабошпицький та інші.
Після здобуття Україною незалежності факультет був відновлений у своєму первинному вигляді. Сьогодні економічний факультет КНУ є одним із найпрестижніших економічних факультетів у Україні.

### Структура
Економічний факультет КНУ складається з 10 кафедр:
- Кафедра економічної теорії, макро- та мікроекономіки
- Кафедра економіки підприємства
- Кафедра економічної кібернетики
- Кафедра міжнародної економіки та маркетингу
- Кафедра обліку та аудиту
- Кафедра екологічного менеджменту та підприємництва
- Кафедра маркетингу і бізнес-адміністрування
- Кафедра фінансів
- Кафедра статистики та демографії

Факультет пропонує широкий спектр освітніх програм на рівнях бакалавра, магістра та доктора філософії.

### Освітні програми
На рівні бакалавра факультет пропонує такі освітні програми:
- Економіка та економічна політика
- Економіка (мова навчання англійська/українська)
- Економіка бізнесу
- Економічна кібернетика
- Економічна аналітика та статистика
- Міжнародна економіка

### На рівні магістра факультет пропонує такі освітні програми
- Економіка та економічна політика
- Економіка та політика (мова навчання англійська/українська)
- Економіка бізнесу
- Економічна кібернетика
- Економічна аналітика та статистика
- Міжнародна економіка
- Бізнес-консалтинг

### На рівні доктора філософії факультет пропонує такі освітні програми
- Економіка
- Міжнародна економіка

## Наукова діяльність
Факультет є одним із провідних центрів економічних досліджень в Україні. На факультеті працює понад 200 науковців, серед яких професори, доктори наук, кандидати наук. Факультет видає власний науковий журнал "Економіка України".

## Випускники
Випускники економічного факультету КНУ працюють у різних сферах економіки, державного управління, бізнесу та науки. Серед них є відомі українські економісти, державні діячі, підприємці та науковці.

## Видатні випускники
- Іван Вернадський - засновник геохімії та біохімії в Україні
- Микола Хрущов - генеральний секретар ЦК КПРС
- Михайло Слабошпицький - економіст, політик, громадський діяч
- Володимир Мокрий - економіст, міністр економіки України (2006-2007)
- Віктор Субботін - економіст, міністр фінансів України (2014-2019)
- Ігор Макаров - економіст, міністр економіки України (2020-2022)

Економічний факультет КНУ є одним із найпрестижніших економічних факультетів у Україні. Він пропонує якісну освіту, сучасні наукові дослідження та перспективи для кар'єрного зростання.